# Amitraza
Amitraza – organiczny związek chemiczny stosowany jako akarycyd i pestycyd.

## Zastosowanie
- Zapobiega przyczepianiu się i eliminuje roztocze pasożytnicze, zwłaszcza kleszcze.
- W pszczelarstwie jest stosowana do zwalczania roztocza Varroa destructor.

## Nazwy handlowe
- Apiwarol
- Acadrex
- Acarac
- Azodieno
- Baam
- Bumetran
- Danicut
- Ectodex
- Edrizar
- Istambul
- Maitac
- Mitac
- Ovasyn
- Taktic
- Topline
- Triatix
- Triatox
- Tudy

## Wskazania
- Amitraza jest toksyczna dla ryb. Należy zwrócić uwagę, aby preparat nie dostał się do zbiorników wodnych.